# بطولة ماكدونالدز
بطولة ماكدونالدز (بالإنجليزية: McDonald's Championship)‏ تسمى أحيانًا بطولة ماكدونالدز المفتوحة كانت مسابقة كرة سلة دولية للرجال شارك فيها ممثل من الرابطة الوطنية لكرة السلة (تمثل أمريكا الشمالية) ضد فرق الأندية البطلة من أوروبا، الدوري الوطني لكرة السلة، والدوري الوطني لكرة السلة (تمثل أوقيانوسيا)، وأمريكا الجنوبية (على الرغم من أنها تضمنت أيضًا المنتخب الوطني السوفيتي في عام 1987). تم إطلاق المنافسة باسم بطولة ماكدونالدز المفتوحة في عام 1987 مع موافقة الاتحاد الدولي لكرة السلة على الحدث وتمت إعادة تسميتها ببطولة ماكدونالدز في عام 1995. شارك أبطال الدوري الأوروبي لكرة السلة التابع للاتحاد الدولي لكرة السلة في المسابقة منذ نسختها الثالثة في عام 1989، بينما انضم أبطال الدوري الأميركي للمحترفين من عام 1995 فصاعدًا.
حظيت بطولة ماكدونالدز المفتوحة باهتمام كبير من وسائل الإعلام والجماهير، وأقيمت سنويًا من عام 1987 حتى عام 1991. وعلى الرغم من أنها كانت حدثًا تحضيريًا يستمر لمدة عطلة نهاية الأسبوع في أواخر شهر أكتوبر، فقد قبلها كل من الاتحاد الدولي لكرة السلة والاتحاد الوطني لكرة السلة رسميًا كبطولة. ولم تُقام البطولة في أعوام 1992 و1994 و1996 بسبب مشاركة لاعبي إن بي أي في الألعاب الأولمبية وكأس العالم لكرة السلة، وأيضًا في عام 1998 بسبب إغلاق الدوري الوطني لكرة السلة. الهداف التاريخي للمسابقة هو بوب ماكادو برصيد 158 نقطة في نسختين مع أولمبيا ميلانو، بينما توني كوكوتش هو صاحب الرقم القياسي في التمريرات الحاسمة في البطولة على الإطلاق.

## التاريخ
أقيمت المسابقة الأولى في عام 1987 واستمرت سنويًا بعد ذلك حتى عام 1991، عندما تحولت البطولة إلى حدث كل عامين. في العامين الأولين، شاركت فرق الرجال الوطنية من يوغوسلافيا والاتحاد السوفيتي. في كل من السنوات التسع التي أقيمت فيها بطولة ماكدونالدز، فاز باللقب فريق من إن بي أي، ولكن مرتين بهامش متقارب. كانت المرة الأولى في الدور نصف النهائي في عام 1990، عندما تأخر فريق نيويورك نيكس عن فيكتوريا يبرتاس بيزارو الإيطالي بثلاث نقاط (107–104) قبل 30 ثانية فقط من انتهاء الوقت. بعد الدفاع بنجاح، فاز فريق نيكس بالكرة وسجل جيرالد ويلكنز ثلاثية قبل ثماني ثوانٍ من نهاية الوقت لإرسال المباراة إلى الوقت الإضافي. جاءت المباراة القريبة الأخرى في العام التالي في عام 1991، عندما هزم فريق لوس أنجلوس ليكرز بطل إسبانيا جوفينتوت بادالونا بنقطتين (116–114). لعب فريق فيرتوس بولونيا في النهائي في عامي 1993 و1995 وخسر في المرتين أمام فرق الدوري الأميركي للمحترفين، وكان إلى جانب سبليت الفريقين الوحيدين اللذين احتلا المركز الثاني مرتين. في عام 1997، تمت دعوة فريق أتيناس كوردوبا كأبطال لأمريكا الجنوبية لأول مرة في تاريخ بطولة ماكدونالدز المفتوحة. في عام 1999، شارك بطل نادي كرة السلة الآسيوي في الاتحاد الدولي لكرة السلة، نادي الحكمة، في بطولة ماكدونالدز، وكانت المرة الأولى والوحيدة التي تم فيها تمثيل آسيا في البطولة. تم إيقاف بطولة ماكدونالدز بعد عام 1999 في أعقاب النزاع بين الاتحاد الدولي لكرة السلة والدوري الأوروبي [الإنجليزية] عام 2000 والذي أجبر الاتحاد الدولي لكرة السلة في النهاية على فقدان السيطرة على مسابقة الأندية الأوروبية من الدرجة الأولى.

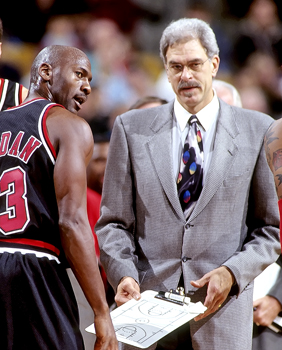
فاز فريق شيكاغو بولز بطل الدوري الأميركي لكرة السلة للمحترفين بنسخة عام 1997 من بطولة ماكدونالدز بقيادة المدرب فل جاكسون والهداف مايكل جوردان.

شارك في البطولة العديد من اللاعبين الأمريكيين المشهورين مثل مايكل جوردن، بوب مكادو، لاري بيرد، ماجيك جونسون، كلايد دريكسلر، سام كاسل، حكيم عليوان، كيفن جونسون، روبرت باريش، تشارلز باركلي، تيم دنكان، باتريك يوينغ. أما اللاعبون غير الأمريكيين فهم شاروناس مارتشيوليونيس، توني كوكوتش، أرفيداس سابونيس، بريدراج دانيلوفيتش، درازن بيتروفيتش، جاركو باسبالي، فابريسيو أوبيرتو، هيكتور كامبانا، أرتوراس كارنيشوفاس، دينو مينيغين، جوردي فيلاكامبا، ألكسندر فولكوف وريكاردو بيتيس.

### التغطية الاعلامية
في الولايات المتحدة، احتفظت شبكة إيه بي سي بحقوق البث التلفزيوني من عام 1987 إلى عام 1989. قدم غاري بندر وديك فيتالي التعليق على بث شبكة إيه بي سي. تم توفير التغطية التكميلية من قبل تي بي إس. بدءًا من عام 1990، انتقلت تغطية الشبكة التلفزيونية الأمريكية إلى إن بي سي. استمرت إن بي سي في بث نهائيات بطولة ماكدونالدز حتى عام 1997. غطت تي إن تي حصريًا حدث بطولة ماكدونالدز النهائي في عام 1999. كان مارف ألبرت، ودوغ كولينز، وهوبي براون معلقين لشبكة تي إن تي في عام 1999.

### الإرث
كان الأمين العام للاتحاد الدولي لكرة السلة بوريسلاف ستانكوفيتش وديفيد ستيرن (مفوض الدوري الأميركي للمحترفين من عام 1984 إلى عام 2014) يعتقدان أن كرة السلة في كل مكان سوف تستفيد إذا تنافس أفضل اللاعبين من جميع البلدان ضد بعضهم البعض. في عام 1989، بعد عامين من أول بطولة ماكدونالدز المفتوحة، صوت الاتحاد الدولي لكرة السلة للسماح للاعبي الدوري الأميركي للمحترفين بالمشاركة في جميع بطولاته.

## الشكل
بعد البطولة الأولى (نظام بطولة ثلاثة فرق)، أقيمت المنافسة بنظام خروج المغلوب من مرة واحدة، مع تقدم الفائزين في كل مباراة إلى المرحلة التالية.

### القواعد
جمعت المنافسة بين الدوري الأميركي للمحترفين (إن بي أي) والدوريات الأوروبية (قواعد الاتحاد الدولي لكرة السلة).

## النتائج
| العام       |                  | النهائي | النهائي            | النهائي               |                       | مباراة المركز الثالث | مباراة المركز الثالث |
| العام       | البطل            | النتيجة | الوصيف             | الثالث                | الرابع                |                      |                      |
| 1987 تفاصيل | ميلووكي باكس     | 127–100 | الاتحاد السوفيتي   | تريسر ميلانو          | —                     |                      |                      |
| 1988 تفاصيل | بوسطن سيلتكس     | 111–96  | ريال مدريد         | بوغوسلافيا            | سكافوليني بيسارو      |                      |                      |
| 1989 تفاصيل | دنفر ناغتس       | 135–129 | جوجوبلاستيكا       | فيليبس ميلانو         | برشلونة بنك كاتالونيا |                      |                      |
| 1990 تفاصيل | نيويورك نيكس     | 117–101 | بوب 84             | برشلونة بنك كاتالونيا | سكافوليني بيسارو      |                      |                      |
| 1991 تفاصيل | لوس أنجلوس ليكرز | 116–114 | مونتيجالا جوفينتوت | ليموج سي إس بي        | سلوبودنا دالماتشيا    |                      |                      |
| 1993 تفاصيل | فينيكس صنز       | 112–90  | بوكلر بير بولونيا  | ريال مدريد تيكا       | ليموج سي إس بي        |                      |                      |
| 1995 تفاصيل | هيوستن روكتس     | 126–112 | بوكلر بير بولونيا  | برث وايلدكاتز         | ريال مدريد تيكا       |                      |                      |
| 1997 تفاصيل | شيكاغو بولز      | 104–78  | أولمبياكوس         | أتيناس                | باريس راسينغ          |                      |                      |
| 1999 تفاصيل | سان أنطونيو سبرز | 103–68  | فاسكو دا غاما      | زالغيريس              | بالاكانسترو فاريزي    |                      |                      |

## أفضل اللاعبين
سيطرت فرق الدوري الأميركي للمحترفين على المسابقة وفازت بجميع البطولات التسع، وحصل نجومها على جميع جوائز أفضل لاعب. وقد سُميت الجائزة باسم درازن بيتروفيتش الذي توفي عام 1993.

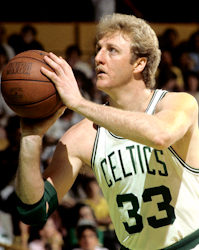
كان لاري بيرد هو اللاعب الأكثر قيمة في بطولة ماكدونالدز عام 1988 مع بوسطن سيلتكس.

| العام | اللاعب        | الفريق           |
| ----- | ------------- | ---------------- |
| 1987  | تيري كامنغز   | ميلووكي باكس     |
| 1988  | لاري بيرد     | بوسطن سيلتكس     |
| 1989  | والتر ديفيس   | دنفر ناغتس       |
| 1990  | باتريك يوينغ  | نيويورك نيكس     |
| 1991  | ماجيك جونسون  | لوس أنجلوس ليكرز |
| 1993  | تشارلز باركلي | فينيكس صنز       |
| 1995  | كلايد دريكسلر | هيوستن روكتس     |
| 1997  | مايكل جوردن   | شيكاغو بولز      |
| 1999  | تيم دنكان     | سان أنطونيو سبرز |

## الهدافين
فاز بالجائزة ثلاثة لاعبين فقط من دوري كرة السلة الأميركي للمحترفين: مايكل جوردن، وباتريك يوينغ، ولاري بيرد.

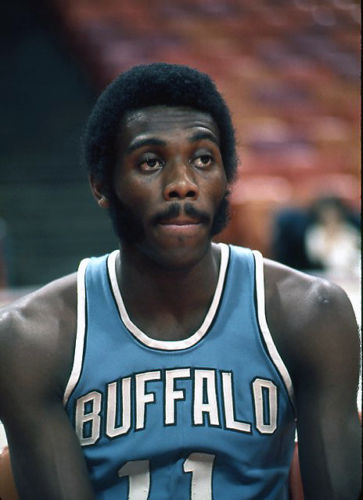
كان بوب مكادو هداف بطولة ماكدونالدز في عامي 1987 و1989 مع فيليبس ميلانو. وهو أيضًا الهداف التاريخي للبطولة

| العام | اللاعب                    | الفريق                     |
| ----- | ------------------------- | -------------------------- |
| 1987  | بوب مكادو                 | تريسر ميلانو               |
| 1988  | لاري بيرد درازن بيتروفيتش | بوسطن سيلتكس ريال مدريد    |
| 1989  | بوب مكادو (2)             | فيليبس ميلانو              |
| 1990  | باتريك يوينغ              | نيويورك نيكس               |
| 1991  | جوردي فيلاكامبا           | مونتيجالا جوفينتوت         |
| 1993  | جو أرلوكاس                | ريال مدريد تيكا            |
| 1995  | أورلاندو وولريدج          | فيرتوس بالاكانسترو بولونيا |
| 1997  | مايكل جوردن               | شيكاغو بولز                |
| 1999  | تشارلز بيرد               | فاسكو دا غاما              |

## الإنهاءات

### أفضل 4 مراكز حسب الفريق
| البلد               | البطل | الوصيف | المركز الثالث | المركز الرابع |
| ------------------- | ----- | ------ | ------------- | ------------- |
| بوسطن سيلتكس        | 1     | 0      | 0             | 0             |
| شيكاغو بولز         | 1     | 0      | 0             | 0             |
| دنفر ناغتس          | 1     | 0      | 0             | 0             |
| هيوستن روكتس        | 1     | 0      | 0             | 0             |
| لوس أنجلوس ليكرز    | 1     | 0      | 0             | 0             |
| ميلووكي باكس        | 1     | 0      | 0             | 0             |
| نيويورك نيكس        | 1     | 0      | 0             | 0             |
| فينيكس صنز          | 1     | 0      | 0             | 0             |
| سان أنطونيو سبرز    | 1     | 0      | 0             | 0             |
| سبلت                | 0     | 2      | 0             | 1             |
| فيرتوس بولونيا      | 0     | 2      | 0             | 0             |
| ريال مدريد          | 0     | 1      | 1             | 1             |
| جوفينتوت بادالونا   | 0     | 1      | 0             | 0             |
| أولمبياكوس          | 0     | 1      | 0             | 0             |
| الاتحاد السوفيتي    | 0     | 1      | 0             | 0             |
| فاسكو دا غاما       | 0     | 1      | 0             | 0             |
| أوليمبيا ميلانو     | 0     | 0      | 2             | 0             |
| برشلونة             | 0     | 0      | 1             | 1             |
| ليموج سي إس بي      | 0     | 0      | 1             | 1             |
| أتيناس              | 0     | 0      | 1             | 0             |
| برث وايلدكاتز       | 0     | 0      | 1             | 0             |
| يوغوسلافيا          | 0     | 0      | 1             | 0             |
| زالغيريس لكرة السلة | 0     | 0      | 1             | 0             |
| فيكتوريا ليبيرتاس   | 0     | 0      | 0             | 2             |
| باريس راسينغ        | 0     | 0      | 0             | 1             |
| فاريزي              | 0     | 0      | 0             | 1             |

### أفضل 4 مراكز حسب البلد
| البلد            | البطل | الوصيف | المركز الثالث | المركز الرابع |
| ---------------- | ----- | ------ | ------------- | ------------- |
| الولايات المتحدة | 9     | 0      | 0             | 0             |
| إيطاليا          | 0     | 2      | 2             | 3             |
| إسبانيا          | 0     | 2      | 2             | 2             |
| يوغوسلافيا       | 0     | 2      | 1             | 0             |
| البرازيل         | 0     | 1      | 0             | 0             |
| اليونان          | 0     | 1      | 0             | 0             |
| الاتحاد السوفيتي | 0     | 1      | 0             | 0             |
| فرنسا            | 0     | 0      | 1             | 2             |
| الأرجنتين        | 0     | 0      | 1             | 0             |
| أستراليا         | 0     | 0      | 1             | 0             |
| ليتوانيا         | 0     | 0      | 1             | 0             |
| كرواتيا          | 0     | 0      | 0             | 1             |

## الملاحظات
1. ↑  اللعب تحت اسم جوجوبلاستيكا وبوب 84 وسلوبودنا دالماتشيا لأسباب تتعلق بالرعاية.
2. ↑  اللعب تحت اسم بوكلر بير بولونيا لأسباب الرعاية.
3. ↑  اللعب تحت اسم تريسر ميلانو وفيليبس ميلانو لأسباب الرعاية.
4. ↑  اللعب تحت اسم سكافوليني بيزارو لأسباب الرعاية.
5. ↑  اللعب تحت اسم بالاكانسترو فاريزي لأسباب الرعاية.

## وصلات خارجية
- NBA International Pre-Season and Regular-Season Games
- List of champions at a-d-c